# هامور لکه‌زیتونی خال‌دار
هامور لکه‌زیتونی خال‌دار با نام علمی (Epinephelus stoliczkae (Day,1875) نوعی از ماهی هامور است.
وسایل صید آن گرگور، ترال کف، قلاب و رشته قلاب طویل است.

## مشخصات
اندازه بدون این هامور تا ۴۰ سانتیمتر می‌رسد.
بدن نسبتاً مرتفع و باله پشتی واجد ۱۱ شعاع سخت و ۱۶ تا ۱۸ شعاع نرم می‌باشد و باله دمی گرد، باله مخرجی دارای ۳ شعاع سخت و ۸ شعاع نرم، باله شکمی دارای یک شعاع سخت و ۵ شعاع نرم، باله سینه‌ای دارای ۱۷ تا ۱۹ شعاع نرم، روی بخش پائینی اولین کمان آب‌ششی دارای ۱۳ تا ۱۵ عدد خار آب‌ششی، فلسهای بدن از نوع دایره‌ای بوده و تنها تعدادی از فلس‌ها در بخش میانی هر طرف از نوع شانه‌ای هستند. تعداد فلس روی خط جانبی ۹۳ تا ۱۰۹ عدد می‌باشد و رنگ سر و بدن خاکستری مایل به زرد است به جز بخش عقبی و شکمی بدن، سایر قسمتها دارای لکه‌های تیره قرمز و نارنجی می‌باشد و باله خاردار پشتی زرد با ردیفی از لکه‌های قرمز تیره‌است.

## زیست‌شناسی
روی بسترهای سنگی، و در مناطق صخره‌ای و صخره‌ای مرجانی، ماسه‌ای و گلی زیست نموده و از ماهیان ریز و سخت پوستان نظیر خرچنگ‌ها و میگوها تغذیه می‌نماید.